# Eparquía de Kothamangalam
La eparquía de Kothamangalam (en latín: Eparchia Kothamangalamensis y en malabar: കോതമംഗലം രൂപത) es una circunscripción eclesiástica de la Iglesia católica en India. Se trata de una eparquía siro-malabar, sufragánea de la archieparquía de Ernakulam-Angamaly. Desde el 7 de enero de 2013 su eparca es George Madathikandathil.

## Territorio y organización
La eparquía tiene 1840 km² y extiende su jurisdicción sobre los fieles católicos siro-malabares residentes en los tehsils de Kunnathunadu y Muvattupuzha en el distrito de Ernakulam; y de Thodupuzha, Udumpanchola y Devicolam en el distrito de Idukki, en el estado de Kerala.
La sede de la eparquía se encuentra en la ciudad de Kothamangalam, en donde se halla la Catedral de San Jorge.
En 2021 en la eparquía existían 120 parroquias agrupadas en 12 foranes:
- Kothamangalam Forane
- Arakuzha Forane
- Kaliyar Forane
- Karimannoor Forane
- Mailakkombu Forane
- Maarika Forane
- Muthalakkodam Forane
- Muvattupuzha Forane
- Unnukal Forane
- Paingottoor Forane
- Thodupuzha Forane
- Vazhakkulam Forane

## Historia
La eparquía fue erigida el 29 de julio de 1956 con la bula Qui in Beati Petri Cathedra del papa Pío XII, separando los protopresbiterados de Arakuzha, Kothamangalam y Mailacombu del territorio de la archieparquía de Ernakulam (hoy archieparquía de Ernakulam-Angamaly). La inauguración de la eparquía tuvo lugar el 10 de enero de 1957.
El 19 de diciembre de 2002 cedió parte del distrito de Idukki de su territorio para la erección de la eparquía de Idukki mediante la bula Maturescens Catholica del papa Juan Pablo II.

## Estadísticas
Según el Anuario Pontificio 2022 la eparquía tenía a fines de 2021 un total de 231 427 fieles bautizados.
| Año                                                                             | Población            | Población | Población      | Sacerdotes | Sacerdotes    | Sacerdotes    | Bautizados por sacerdote | Diáconos permanentes | Religiosos | Religiosos | Parroquias |
| Año                                                                             | Bautizados católicos | Total     | % de católicos | Total      | Clero secular | Clero regular | Bautizados por sacerdote | Diáconos permanentes | Varones    | Mujeres    | Parroquias |
| ------------------------------------------------------------------------------- | -------------------- | --------- | -------------- | ---------- | ------------- | ------------- | ------------------------ | -------------------- | ---------- | ---------- | ---------- |
| 1970                                                                            | 194 948              | 560 000   | 34.8           | 202        | 165           | 37            | 965                      |                      | 50         | 1565       | 142        |
| 1980                                                                            | 242 950              | ?         | ?              | 247        | 200           | 47            | 983                      |                      | 56         | 1693       | 179        |
| 1990                                                                            | 334 390              | 805 990   | 41.5           | 298        | 237           | 61            | 1122                     |                      | 69         | 2098       | 197        |
| 1999                                                                            | 474 530              | 1 255 410 | 37.8           | 384        | 280           | 104           | 1235                     |                      | 214        | 2738       | 213        |
| 2000                                                                            | 495 520              | 1 273 130 | 38.9           | 401        | 286           | 115           | 1235                     |                      | 229        | 2858       | 223        |
| 2001                                                                            | 500 180              | 1 320 230 | 37.9           | 397        | 273           | 124           | 1259                     |                      | 241        | 2867       | 225        |
| 2002                                                                            | 400 318              | 1 194 318 | 33.5           | 358        | 275           | 83            | 1118                     |                      | 203        | 2870       | 226        |
| 2003                                                                            | 500 580              | 1 315 230 | 38.1           | 396        | 274           | 122           | 1264                     |                      | 272        | 2661       | 227        |
| 2004                                                                            | 206 270              | 702 300   | 29.4           | 262        | 176           | 86            | 787                      |                      | 171        | 2070       | 112        |
| 2009                                                                            | 223 990              | 764 050   | 29.3           | 272        | 176           | 96            | 823                      |                      | 186        | 2256       | 115        |
| 2013                                                                            | 206 000              | 810 800   | 25.4           | 282        | 200           | 82            | 730                      |                      | 167        | 2331       | 120        |
| 2016                                                                            | 224 400              | 847 200   | 26.5           | 427        | 329           | 98            | 525                      |                      | 173        | 2303       | 120        |
| 2019                                                                            | 233 080              | 883 800   | 26.4           | 460        | 347           | 113           | 506                      |                      | 196        | 2305       | 120        |
| 2021                                                                            | 231 427              | 885 320   | 26.1           | 464        | 344           | 120           | 498                      |                      | 191        | 2305       | 120        |
| Fuente: Catholic-Hierarchy, que a su vez toma los datos del Anuario Pontificio. |                      |           |                |            |               |               |                          |                      |            |            |            |

## Episcopologio
- Matthew Pothanamuzhi † (29 de julio de 1956-26 de febrero de 1977 retirado)
- George Punnakottil (26 de febrero de 1977-7 de enero de 2013 retirado)
- George Madathikandathil, desde el 7 de enero[nota 1] de 2013